# 中村仁美
中村仁美（1979年6月8日—），出身於神奈川縣橫濱市。前日本富士電視台播報員。現富士電視台社員。
丈夫是著名諧星大竹一樹（SUMMERS）。

## 經歷
出生於大阪府，小學在大阪入學；但主要在神奈川縣成長。
先後就讀於桐蔭学園中學校·高等學校、御茶水女子大學生活科學部。2002年大學畢業後正式加入富士電視台，成為播報員。
2004年12月1日，被任命為地上數字電視推進大使。
2005年6月至2011年9月，擔任人氣智力遊戲節目《六角猜謎II》的進行主持人。
與SUMMERS的大竹一樹在2002年節目《深夜戰隊Garinpero》中相識，兩人於2003年開始交往；2011年3月8日兩人登記結婚；2011年11月6日正式舉行婚禮，並宣布已懷孕五個月；2012年3月26日順利誕下一子。
2017年7月1日調職至營業局營業企畫部。

## 外部連結
- 富士電視台 中村仁美